# Кателянка (Хмельницкая область)
Кателянка (укр. Котелянка) — село в Полонском районе Хмельницкой области Украины.
Население по переписи 2001 года составляло 819 человек. Почтовый индекс — 30534. Телефонный код — 3843. Занимает площадь 1,004 км². Код КОАТУУ — 6823682801.

## Местный совет
30534, Хмельницкая обл., Полонский р-н, с. Кателянка, ул. Шевченка

## Известные уроженцы
- Целёра, Мария Никифоровна (1912—1980) — Герой Социалистического Труда.